# Deutsches Theater
El Deutsches Theater (en alemán Teatro Alemán) de Berlín es un conocido teatro alemán. Fue construido en 1850 con el nombre de Friedrich-Wilhelm-Städtisches Theater en honor al rey Federico Guillermo IV de Prusia. Situado en la Schumannstraße (calle Schumann) del distrito de Mitte, el Deutsches Theater consta de dos escenarios contiguos que comparten una única fachada clásica. El escenario principal fue construido en 1850, y originalmente estaba destinado a las operetas.
No fue hasta 1883 cuando el Deutsches Theater fue fundado como organización teatral, de la mano del dramaturgo Adolf L'Arronge y un nutrido grupo de actores, entre los que se encontraba Louise Dumont. Mientras que el Teatro Real (Königliches Schauspielhaus) era un bastión del conservadurismo y el clasicismo bajo el mandato del emperador Guillermo II, el Deutsches Theater se dedicó a representar grandes obras clásicas a un público popular.
Otto Brahm, el principal exponente del naturalismo teatral en Alemania, asumió la dirección del teatro en 1894. Brahm promovió producciones clásicas junto con las últimas novedades del teatro realista.
Un miembro del grupo de Brahm, Max Reinhardt, asumió la dirección en 1904, y bajo su liderazgo el Deutsches Theater adquirió una gran reputación como uno de los teatros más importantes del mundo. En particular, revolucionó la escenografía con una puesta en escena innovadora y efectos especiales desarrollados con la última tecnología, especialmente en el campo de la iluminación. En 1905 Reinhardt fundó una escuela de teatro y construyó un teatro de cámara. En 1933, tras la llegada de los nazis al poder, Reinhardt se exilió y el director Heinz Hilpert asumió la dirección del teatro desde 1934 hasta su cierre en septiembre de 1944.
Durante el periodo del Berlín dividido, el Deutsches Theater se encontraba en la zona soviética y, bajo la dirección de Wolfgang Langhoff, acogió las primeras actuaciones del Berliner Ensemble.
En 1990 fue uno de los teatros fundadores de la Unión de los Teatros de Europa. El Deutsches Theater sigue siendo hoy en día una de las compañías teatrales más destacadas de Berlín y uno de los cuatro teatros berlineses financiados con fondos públicos.